# Cochliopodium spiniferum
Cochliopodium spiniferum is een soort in de taxonomische indeling van de Amoebozoa. Deze micro-organismen hebben geen vaste vorm en hebben schijnvoetjes. Met deze schijnvoetjes kunnen ze voortbewegen en zich voeden. Het organisme komt uit het geslacht Cochliopodium en behoort tot de orde Himatismenida. Cochliopodium spiniferum werd in 2004 ontdekt door Kudryavtsev.